# Jérôme Champagne
Jérôme Champagne, né le 15 juin 1958 à Paris, est un diplomate français de 1983 à 1998, dirigeant de la FIFA de 1999 à 2010, et consultant en football international. 
Conseiller diplomatique et chef du protocole du comité français d'organisation de la Coupe du monde 1998, il rejoint ensuite la FIFA où il exerce successivement les fonctions de conseiller international du Président (1999-2002), secrétaire général adjoint (2002-2005), délégué du Président (2005-2007) et enfin directeur des relations internationales (2007-2010) durant le mandat du président Sepp Blatter. 
Il quitte la FIFA en 2010 et devient commissaire football du Festival mondial des arts nègres à Dakar (2010) puis conseiller de la Fédération de Palestine de football (PFA) et du Comité olympique de Palestine (POC), de la Fédération du Kosovo de football, de la Fédération de Chypre du Nord de football (CTFA) et enfin du club congolais de football Tout Puissant Mazembe de Lubumbashi. 
De 2019 à 2022, il a été conseiller d'Ahmet Schaefer à la présidence du Clermont Foot 63.

## Jeunesse et études
Jérôme Champagne effectue sa scolarité au lycée d’Arsonval à Saint-Maur-des-Fossés (France) avant d'entrer en 1978 à l'Institut d'études politiques de Paris (IEP de Paris) dont il est diplômé en 1981 ainsi qu'à l'Institut national des langues et civilisations orientales (INALCO). Admissible à l’École nationale d'administration en 1982, il intègre par la suite le ministère des Affaires étrangères avec le grade de secrétaire des Affaires étrangères.
Entre 1976 et 1983, Jérôme Champagne est pigiste à France Football où il écrit dans les « Pages étrangères » sous la direction de Jacques Ferran, Jean-Philippe Rethacker et Jacques Thibert.
Depuis son enfance, Jérôme Champagne est un fervent supporter de l'AS Saint-Étienne qu’il avait suivi avec des milliers d’autres Français à Glasgow pour la finale de la Coupe des clubs champions européens 1975-1976, ainsi que du FC Barcelone dont il est « socio » depuis 2009. 
Jérôme Champagne est marié et père de trois enfants.

## Carrière

### Carrière diplomatique

#### Conseiller des Affaires étrangères
En 1983, Jérôme Champagne entame une carrière de diplomate en tant que secrétaire des Affaires étrangères. De 1983 à 1997, il est successivement attaché culturel et de coopération technique à l'ambassade de France en Oman (1983-1984), 3e secrétaire à l'ambassade de France à Cuba (1985-1987), conseiller technique à la Direction des Affaires économiques – section Hautes Technologies – du Quai d'Orsay (1987-1991), consul général adjoint au consulat général de France à Los Angeles (1991-1995) et premier secrétaire chargé de la politique intérieure à l'ambassade de France au Brésil (1995-1997) où il reçoit l'ordre national de la Croix du Sud des mains du ministre extraordinaire des Sports de l'époque, Pelé.

#### Conseiller diplomatique et chef du protocole du CFO France 1998
Alors qu'il est consul général adjoint à Los Angeles, Jérôme Champagne fait la connaissance des dirigeants du Comité d'organisation de la Coupe du monde 1998, les coprésidents Fernand Sastre et Michel Platini ainsi que le directeur général Jacques Lambert. Il organise à Los Angeles pour le compte du Comité français d'organisation (CFO) et du consulat général de France à Los Angeles, la cérémonie du 14 juillet 1994, trois jours avant la finale de la Coupe du monde de football de 1994, dont le thème est la promotion de la Coupe du monde 1998.
En 1997, Jérôme Champagne devient conseiller diplomatique et chef du protocole du Comité français d'organisation (CFO) de la Coupe du monde 1998.
C'est à l'occasion de la compétition que Jérôme Champagne rencontre Sepp Blatter, alors secrétaire général de la FIFA et candidat à la succession de João Havelange. Dès son élection à la tête de l'institution en juin 1998, Sepp Blatter appelle Jérôme Champagne à ses côtés en tant que conseiller international aux côtés de Michel Platini nommé conseiller football du nouveau Président de la FIFA.

### Carrière à la FIFA
Durant les onze années passées à la FIFA, Jérôme Champagne a suivi les questions de politique sportive, les relations avec les fédérations membres de la FIFA mais aussi des projets spécifiques.
Lors de son départ de la FIFA le 15 janvier 2010, la FIFA publie un communiqué de presse dans lequel « le Président de la FIFA remercie Jérôme Champagne pour ses onze années passées en son sein et pour les projets qu’il a menés avec, entre autres, le Centenaire de la FIFA, les relations avec les gouvernements, l’Union européenne et la promotion de la spécificité du sport au sein de cette dernière, le programme «Gagner en Afrique avec l’Afrique», le soutien au football palestinien, l’amélioration des relations FIFA-FIFPro au bénéfice de la gouvernance du football mondial, le développement du Centre international d'études du sport (CIES), les relations avec le CIO et les fédérations internationales. »
Il est aussi crédité d’avoir contribué à la réélection du président Sepp Blatter en 2002, soutenu ce dernier lors du choix de l’Afrique du Sud en mai 2004 pour la Coupe du monde de football de 2010 et travaillé dans l’ombre pour l’élection en janvier 2007 de Michel Platini à la présidence de l’UEFA.
En matière de développement du football, il sera chargé en 2006 du programme « Gagner en Afrique avec l’Afrique » dont l’idée émerge à la suite d’une rencontre en 2005 entre le Président de l'Afrique du Sud, Thabo Mbeki, et Sepp Blatter afin que l’ensemble du continent bénéficie de la première Coupe du monde de football organisée en Afrique. Doté d’un budget de 70 millions de dollars voté lors du congrès de la FIFA à Munich en 2006, ce programme permettra la construction de plus de cinquante pelouses synthétiques, l’informatisation des licences de joueurs, la réorganisation des formats de nombreuses ligues locales et la mise en place de cours de management sportif en Égypte, au Sénégal et en Afrique du Sud.
En outre, Jérôme Champagne a conduit plusieurs tirages au sort de compétitions de la FIFA dont celui en décembre 2003 de la Phase qualificative de la Coupe du monde de football 2006.

### Consultant de football international
En 2010, Jérôme Champagne quitte son poste de directeur des relations internationales de la FIFA. Il explique son départ en se décrivant comme un « fusible politique. »
Il exerce alors une activité de consultant en football international à titre individuel et au sein de l'agence Football Future. 
Nommé conseiller de la Fédération de Palestine de football en 2010, il travaille avec son président, Jibril Rajoub, à la création d'une Ligue professionnelle, au développement du football féminin et à l’organisation à domicile en 2011, pour la première fois de l’histoire, des matches durant les Éliminatoires de la Coupe du monde de football 2014 : zone Asie (contre l’Afghanistan) et au tournoi de football des Jeux olympiques (contre la Thaïlande).
Il joue un rôle actif dans le rapprochement entre les deux comités nationaux olympiques palestinien et israélien conduit par le CIO après la visite dans la région de Jacques Rogge en octobre 2010 et aussi dans les négociations conduites par le Président de la FIFA Sepp Blatter en 2013 pour la mise en place d’un mécanisme de médiation de la FIFA entre les fédérations de football palestinienne et israélienne.
Depuis 2011, il conseille la Fédération du Kosovo de football dans sa quête de reconnaissance internationale.
En 2011, il devient conseiller du club congolais Tout Puissant Mazembe (TPM), présidé depuis 1998 par Moïse Katumbi Chapwe. Sa mission consiste alors à travailler à l'internationalisation du club et en faire un modèle sur le continent africain. 
À l’été 2013, avec Jimmy Adjovi-Boco, ancien professionnel au Racing Club de Lens et capitaine de l'Équipe du Bénin de football « Les Écureuils du Bénin », il mène une mission de conseil pour le compte du gouvernement béninois pour la définition d’une « stratégie de modernisation » du football local.
Depuis l'automne 2012, Jérôme Champagne joue également un rôle de premier plan dans le rapprochement entre les fédérations chypriotes grecques et turques. Il contribue à la signature le 5 novembre 2013 à Zurich du premier accord depuis 1955 entre les deux fédérations de football en vue d'une réunification.
En 2014, il vise la présidence de la FIFA dont l’élection est prévue le 29 mai 2015, il doit cependant y renoncer, faute d’avoir pu présenter les cinq lettres de parrainage nécessaires.

## Idées et principales prises de position
Jérôme Champagne est considéré dans le monde du football comme un réformiste,. 
Il dénonce les effets de l'individualisme et du court-termisme sur le football : 

« Comme le reste du monde et des autres activités humaines, le football a expérimenté depuis une vingtaine d’années le cocktail dangereux de la dérégulation de la globalisation dans un contexte de recherche systématique de tous les échappatoires possibles, légaux, fiscaux, judiciaires, etc., aux règles du sport »

— Jérôme Champagne, Quelle FIFA pour le XXIe siècle ?
C'est ainsi qu'il s'est adressé en 2012 à l'ensemble des 209 fédérations de football à travers un document de 26 pages intitulé Quelle FIFA pour le XXIe siècle ?. Il explique sa démarche non comme « une approche du haut vers le bas, car il faut partir du football et prendre conscience de ces questions centrales pour définir ce qui est nécessaire d’accomplir et pour déterminer ce que pourrait être cette FIFA du XXIe siècle. »

### «Les 7 défis de gouvernance pour leXXIesiècle»
Jérôme Champagne identifie 7 défis pour le football de demain. 
1. Le déséquilibre entre le football amateur et le football professionnel
2. La remise en cause de l'équilibre entre football de club et football d'équipe nationale
3. La fracture entre le football d'Europe et le football du reste du monde
4. Les relations précaires entre joueurs et clubs
5. Les relations du football à l'argent entre le besoin d'en avoir et les dangers de ses excès
6. L'autonomie du football face au pouvoir politique
7. Les excès de la dérégulation économique dans l'économie du football

Selon lui, ces changements de fond ont produit « quelques vainqueurs mais surtout beaucoup de perdants » :

« Face à cette crise de la globalisation sans gouvernance, les États perdent le pouvoir face aux marchés et aux bourses. Si vous prenez cette dernière phrase et remplacez les mots « états », « marchés » et « bourses » par « fédérations », « ligues » et « clubs» respectivement, le parallélisme est plus que frappant »

— Jérôme Champagne

### «Les 11 propositions concrètes»
Selon Jérôme Champagne, le débat sur l'avenir de la FIFA doit tourner autour de quatre axes : une gouvernance mondiale du football dominée par une FIFA proactive, le repositionnement des fédérations de football au cœur du processus de prise de décision, une plus juste redistribution des revenus du football pour compenser les inégalités actuelles et finalement une gouvernance basée sur la modernité, la transparence, le débat démocratique et l'éthique. 
En tenant compte de ces quatre axes, Jérôme Champagne énonce 11 propositions concrètes pour réformer la FIFA.
1. Redynamiser le débat démocratique dans la pyramide du football
2. Accroitre encore les programmes de développement sur la base de nouveaux mécanismes de solidarité
3. Impliquer les ligues, les clubs et les joueurs dans les processus de décision
4. Restaurer le rôle et la centralité des fédérations au sein de la FIFA tout en clarifiant les relations avec les confédérations
5. Ajuster la FIFA aux évolutions du monde pour mieux les refléter
6. Redistribuer les responsabilités entre le président de la FIFA, le comité exécutif et les fédérations
7. Renforcer les structures de gouvernance de la FIFA
8. Réformer l'administration de la FIFA
9. Dépasser l'insularité des débats sur l'arbitrage
10. Définir et appliquer une notion plus globale de l'autonomie
11. Reconnecter la FIFA avec « le peuple du football »

Bien qu'il soit favorable à ce que l'on étende les pouvoirs des fédérations de football, Jérôme Champagne suggère également qu'on élargisse le comité exécutif de la FIFA en passant de 24 membres à 31 membres. On y trouverait le président du syndicat des joueurs, FIFPro ainsi qu'un représentant des clubs et des ligues. Les autres sièges supplémentaires seraient attribués aux zones Afrique, Asie, Amérique du Nord, Amérique centrale/Caraïbes, Amérique du Sud ainsi qu'un siège réservé pour le football féminin. 
Dans ses nombreuses interventions publiques, il s’est engagé en faveur du rééquilibrage du rapport de forces entre les acteurs du football mais aussi entre les continents, et pour une adaptation de la FIFA aux évolutions du XXIe siècle (exigence éthique et de transparence, rôle des nouvelles technologies notamment pour un arbitrage rénové par ex.) et pour un volontarisme plus fort dans la correction des déséquilibres du football entre les continents, pays et clubs.
En 2015, sa candidature à la présidence de la FIFA échoue.

## Décorations
- Brésil : officier de l'ordre national de la Croix du Sud (1997)
- Maroc : commandeur de l'ordre du Ouissam alaouite (2004)
- France : chevalier de l'ordre national du Mérite (2005)